# Ley de Bradford
La ley de Bradford es un modelo descrito originalmente por Samuel C. Bradford el año 1934 para estimar la disminución exponencial de rendimiento (decreciente) de ampliar la búsqueda de las referencias en las revistas científicas. Una formulación es que si las revistas en un área se eligen por el número de artículos en tres grupos, cada uno con un tercio de los artículos, entonces el número de revista en cada grupo será proporcional a 1:n:n². Este principio se puede formular de variadas formas. 
En muchas disciplinas este patrón se denomina distribución de Pareto. A modo de ejemplo, suponga que un investigador tiene cinco revistas para sus publicaciones. Suponga que en un mes haya 12 artículos de interés en esos journals. Suponga además que para encontrar otra docena de artículos de interés, el investigador tuviera que acceder a otras 10 publicaciones. Entonces ese multiplicador de investigador de Bradford  bm es 2 (por ejemplo 10/5). Para cada docena adicional de artículos, ese investigador necesitaría ver bm veces revistas adicionales.  Luego de ver 5, 10, 20, 40, ... revistas, la mayoría de los científicos rápidamente se da cuenta de que hay poco de nuevo.
Diferentes investigadores tienen diferentes números de publicaciones de núcleo, y diferentes multiplicadores de Bradford. Pero el modelo calza bastante bien en diferentes materias, y bien puede ser un modelo general de interacciones humanas en sistemas sociales. Como la ley de Zipf, con la cual se relaciona, carecemos de una buena explicación de por qué funciona. Pero este conocimiento es útil para los bibliotecarios. Lo que significa que para cada especialidad es suficiente identificar las "publicaciones núcleo" para esa área y sólo suscribir aquellas. Rara vez los investigadores necesitarán salir de ese conjunto.
Sin embargo el impacto ha sido mayor que eso. Armado con esta idea e inspirado por el famoso artículo de Vannevar Bush As We May Think, Eugene Garfield del Institute for Scientific Information en los años 1960 desarrolló un índice comprehensivo de como el pensamiento científico se propaga. Su Science Citation Index (SCI) tenía el efecto de facilitar la identificación de cual científico publicando ciencia de impacto, y que ciencia aparecía en que revista. También provocó el  descubrimiento, que algunos no esperaban, que pocas revistas, tales como Nature y Science, serían núcleo para todas las ciencias duras. El mismo patrón no ocurre con las humanidades o ciencia social  - posiblemente debido a que la verdad objetiva sea más difícil de establecer allí, o debido a que la literatura usada en esas áreas es más difusa, con menos énfasis en las revistas de publicación periódica. 
El resultado de esto es una presión para publicar en las mejores revistas científicas, y presión a las universidades para asegurar el acceso al núcleo de los journals.
La ley de Bradford se conoce también como la ley de dispersión de la literatura científica de Bradford y distribución de Bradford. Esta ley de distribución en bibliometría se puede aplicar a la red World Wide Web.

## Diseminación
Hjørland and Nicolaisen (2005, p. 103) identificaron tres tipos de diseminación:
1. Diseminación léxica. La diseminación de las palabras en los textos y en colecciones de textos.
2. Diseminación semántica. La diseminación de conceptos en los textos y en colecciones de textos.
3. Diseminación de las materias. La diseminación de ítemes útiles a una tarea o problema.

Ellos encontraron que la bibliografía de la ley de Bradford (incluyendo los artículos del mismo Bradford) no son claros en relación con que tipo de diseminación efectivamente se está midiendo.

## Leyes y distribuciones afines
- Ley de Zipf, originalmente usada para frecuencias de palabras
- Ley de Zipf–Mandelbrot
- Ley de Benford, originalmente empleada para explicar aparentemente muestreo no-aleatorio
- distribución de Pareto, originalmente representaba la distribución de bienes entre los individuos en un sistema económico capitalista.
- distribución Zeta
- Ley potencial; una forma general matemática para las distribuciones curtóticas "fuertes", con una función de densidad polinomial. En esta forma, estas leyes pueden  expresarse derivarse las estimaciones.